# سفارة أستراليا في أوكرانيا
سفارة أستراليا في أوكرانيا هي أرفع تمثيل دبلوماسي لدولة أستراليا لدى أوكرانيا. تقع السفارة في كييف وهي تهدف لتعزيز المصالح الأسترالية في أوكرانيا.

## وصلات خارجية
- قائمة سفارات أستراليا
- قائمة السفارات في أوكرانيا